# Ragenfrid
Ragenfrid také Ragenfred, Raganfrid či Ragamfred (? - 731) byl majordomus paláce Neustrie a Burgundského království od roku 715, kdy majordomát obsadil po smrti Pipina II. Prostředního až do roku 718, kdy se úřadu i vlády nad celým franským královstvím zmocnil Karel Martel.
Jeho původním centrem moci byl Vexin, historický kraj na severozápadě Francie. Franský král Dagobert III. ho po smrti Pipina II. jmenoval majordomem proti Theudoaldovi, vnukovi a dědici Pipina II., kterého si do úřadu majordoma prosadila Plektruda, vdova po Pipinovi. O majordomát usiloval i Karel Martel, Pipinův syn z druhého manželství. Tato situace v zemích franského království vyvolala povstání a boj o nástupnictví.

## Boje o moc
V roce 716 Ragenfrid a Dagobertův nástupce, franský král Chilperich II. společně vedli boje v centru Pipinovské moci. V bitvě poblíž Kolína nad Rýnem se spojili s Dagobertovým nepřítelem Radbodem, králem Fríska a porazili svého rivala Karla Martela. V obleženém Kolíně, pak přinutili Plektrudu vzdát se královské pokladnice i nároku jejího vnuka Theudoalda na majordomát, zároveň Plektruda uznala Chilpericha II. králem Franků. Po prohrané bitvě se Karel Martel nevzdal a jmenoval merovejským králem Austrasie Chlothara IV. Toto se nelíbilo Ragenfridovi, ani Chilperichovi a tak se spojili s Odonem Akvitánským, vévodou nezávislého Akvitánského vévodství. Tato koalice v roce 716 vyrazila proti Karlovi Martelovi, ale byla poražena v bitvě u Amblève, severně od Sankt Vithu, v březnu 717 v bitvě u Vincy poblíž Cambrai a poté v roce 718 v bitvě u Soissons. Po prohraných bitvách Ragenfrid ztratil svou moc a uprchl do Angers. V roce 719 Karel Martel sice formálně uznal králem Chilpericha II., ale kontrolu i moc nad územím Franské říše si ponechal. Ragenfrid se vzdal a v roce 720 byl zbaven úřadu majordoma, ponechány mu byly jen pozemky v Anjou. V roce 724 se Neustrijci pod vedením Ragenfrida vzbouřili, ale byli snadno poraženi. Ragenfrid zemřel v roce 731.